# Büyükçimiş, Akçadağ
Büyükçimiş là một xã thuộc huyện Akçadağ, tỉnh Malatya, Thổ Nhĩ Kỳ. Dân số thời điểm năm 2011 là 201 người.